# Hřivínův Újezd
Hřivínův Újezd település Csehországban, a Zlíni járásban. Hřivínův Újezd Doubravy, Velký Ořechov, Ludkovice, Kaňovice és Březůvky településekkel határos. Lakosainak száma 512 fő (2024. január 1.).

## Népesség
A település lakosságának változását az alábbi diagram mutatja:
| Lakosok száma | 380  | 416  | 478  | 533  | 537  | 567  | 549  | 549  | 532  | 512  |
|               | 1869 | 1890 | 1921 | 1950 | 1980 | 2001 | 2017 | 2019 | 2022 | 2024 |